# Youssouf Niakaté
Youssouf Niakaté, né le 16 décembre 1992 en France, est un footballeur international malien.

## Biographie

### Début de Carrière
Cadet d’une famille de cinq enfants dont deux sœurs et deux frères,Youssouf Niakaté commence le foot dans son quartier. Fréquentant déjà le club de sa ville natale Coulommiers, à l'âge de 16 ans il rejoint le FK Banik Most en République Tchèque par le biais d'un ami. Il fait six (6)mois dans ce club.

### Parcours professionnel
Il intègre par la suite le club de Saint-Maur Lusitanos en DHR où il fait également ses preuves et est recruté  par Aubervilliers. Youssouf Niakate s’impose lors de sa deuxième saison avec 10 buts dont 3 doublés et des passes décisives. Au vu de ses exploits, le club Avranches ne tarde pas à l’enrôler en début juin 2014. Il parcourt également d’autres club tels que: Union Saint-Gilloise , Boulogne-sur-Mer et Créteil. 
Youssouf Niakaté joue actuellement  comme attaquant pour le club des Émirats arabes unis Baniyas. Il a été appelé en équipe nationale du Mali pour une série de matchs de qualification pour la Coupe du monde de la FIFA 2026 en novembre 2023.

## Statistique
À partir du match joué le 8 octobre 2023
| Club                  | Saison                | Ligue                 | Ligue | Ligue | Coupe Nationale | Coupe Nationale | Coupe de la ligue | Coupe de la ligue | Continental | Continental | Autre | Autre | Total | Total |
| Club                  | Saison                | Division              | Apps  | Buts  | Apps            | Buts            | Apps              | But               | Apps        | But         | Apps  | But   | Apps  | But   |
| --------------------- | --------------------- | --------------------- | ----- | ----- | --------------- | --------------- | ----------------- | ----------------- | ----------- | ----------- | ----- | ----- | ----- | ----- |
| Aubervilliers         | 2011-2012             | CFA                   | 27    | 4     | 1               | 0               | 0                 | 0                 | 0           | 0           | 0     | 0     | 28    | 4     |
| Aubervilliers         | 2012–2013             | CFA                   | 28    | 10    | 0               | 0               | 0                 | 0                 | 0           | 0           | 0     | 0     | 28    | 10    |
| Aubervilliers         | Total                 | Total                 | 55    | 14    | 1               | 0               | –                 | –                 | 0           | 0           | 0     | 0     | 56    | 14    |
| Avranches             | 2013-14               | CN                    | 25    | 5     | 5               | 1               | 0                 | 0                 | 0           | 0           | 0     | 0     | 30    | 6     |
| Avranches             | 2014–15               | CN                    | 13    | 4     | 3               | 2               | 0                 | 0                 | 0           | 0           | 0     | 0     | 16    | 6     |
| Avranches             | Total                 | Total                 | 38    | 9     | 8               | 3               | –                 | –                 | 0           | 0           | 0     | 0     | 46    | 12    |
| Créteil               | 2015-16               | Ligue 2               | 17    | 1     | 0               | 0               | 0                 | 0                 | 0           | 0           | 0     | 0     | 17    | 1     |
| Créteil               | 2016–17               | CN                    | 28    | 6     | 1               | 1               | 0                 | 0                 | 0           | 0           | 0     | 0     | 29    | 7     |
| Créteil               | Total                 | Total                 | 45    | 7     | 1               | 1               | –                 | –                 | 0           | 0           | 0     | 0     | 46    | 8     |
| Boulogne              | 2017–18               | CN                    | 25    | 6     | 3               | 0               | –                 | –                 | –           | –           | –     | –     | 28    | 6     |
| US Gilloise           | 2018–19               | CPL                   | 26    | 13    | 4               | 3               | –                 | –                 | –           | –           | 10    | 9     | 40    | 25    |
| Al Wehda              | 2019-20               | SPL                   | 30    | 16    | 3               | 2               | 0                 | 0                 | 0           | 0           | 0     | 0     | 33    | 18    |
| Al Wehda              | 2020–21               | SPL                   | 23    | 11    | 0               | 0               | 0                 | 0                 | 1           | 0           | 0     | 0     | 24    | 11    |
| Al Wehda              | Total                 | Total                 | 53    | 27    | 3               | 2               | –                 | –                 | 1           | 0           | 0     | 0     | 57    | 29    |
| Al-Ittihad            | 2021-22               | SPL                   | 8     | 0     | 1               | 0               | 0                 | 0                 | 0           | 0           | 0     | 0     | 9     | 0     |
| Al-Ettifaq            | 2021-22               | SPL                   | 9     | 1     | 0               | 0               | 0                 | 0                 | 0           | 0           | 0     | 0     | 9     | 1     |
| Al-Ettifaq            | 2022-23               | SPL                   | 25    | 8     | 0               | 0               | 0                 | 0                 | 0           | 0           | 0     | 0     | 25    | 8     |
| Baniyas               | 2023–24               | UPL                   | 5     | 4     | 0               | 0               | 2                 | 0                 | 0           | 0           | –     | –     | 7     | 4     |
| Total sur la carrière | Total sur la carrière | Total sur la carrière | 289   | 89    | 21              | 9               | 2                 | 0                 | 1           | 0           | 10    | 9     | 323   | 107   |